# Lordiphosa paraflabella
Lordiphosa paraflabella – gatunek muchówki z rodziny wywilżnowatych.
Gatunek ten opisany został w 1996 roku przez J. P. Guptę i Abhijita De. Serię typową odłowiono w Phuntsholing w 1993 roku.
Muchówka o ciele długości od 2 do 2,25 mm. Czułki brązowe z aristą o 3 odgałęzieniach grzbietowych, 2 brzusznych i końcowym rozwidleniu. Większość głowy czarna, oczy ciemnoczerwone. Występuje pojedyncza wibrysa. Tułów ciemnobrązowy, odnóża żółtawobrązowe, a skrzydła brązowo przydymione. Samiec ma duże, szeroko poniżej zaokrąglone epiandrium, którego tylna krawędź wyciąga się w formę rurkowatego wyrostka, wyposażonego w 8 szczeciny i położonego pomiędzy wydłużoną przysadką odwłokową a trójkątnym surstylusem. Edeagus prosty i długi, ale znacznie krótszy od apodemy. Krótkie paramery wyposażone są w 3 delikatne szczecinki zmysłowe.
Owad endemiczny dla Bhutanu.